# Campionati mondiali di canoa/kayak slalom 1981
I XVII Campionati mondiali di canoa/kayak di slalom si sono svolti a Bala (Regno Unito).

## Podi

### Uomini
| Evento        | Oro                                  | Perform. | Argento                                    | Perform. | Bronzo                              | Perform. |
| Canoa         |                                      |          |                                            |          |                                     |          |
| C-1           | Stati Uniti Jon Lugbill              |          | Stati Uniti David Hearn                    |          | Francia Jean Sennelier              |          |
| C-1 a squadre | Stati Uniti                          |          | Francia                                    |          | Germania Ovest                      |          |
| C-2           | Stati Uniti Steve Garvis Mike Garvis |          | Germania Est Dieter Welsnik Peter Czupryna |          | Stati Uniti Paul Grabnow Jefry Huey |          |
| C-2 a squadre | Regno Unito                          |          | Polonia                                    |          | Stati Uniti                         |          |
| Kayak         |                                      |          |                                            |          |                                     |          |
| K-1           | Regno Unito Richard Fox              |          | Cecoslovacchia Lubos Hilgert               |          | Francia Jean-Yves Prigent           |          |
| K-1 a squadre | Regno Unito                          |          | Svizzera                                   |          | Francia                             |          |

### Misto
| Evento | Oro                                       | Perform. | Argento                              | Perform. | Bronzo                                 | Perform. |
| Kayak  |                                           |          |                                      |          |                                        |          |
| C-2    | Stati Uniti Elizabeth Turner Fritz Haller |          | Stati Uniti Barbara McKee John Sweet |          | Stati Uniti Karen Marte Brett Sorensen |          |

### Donne
| Evento        | Oro                         | Perform. | Argento                 | Perform. | Bronzo                   | Perform. |
| Kayak         |                             |          |                         |          |                          |          |
| K-1           | Germania Ovest Ulrike Deppe |          | Stati Uniti Cathy Hearn |          | Francia Jocelyne Roupioz |          |
| K-1 a squadre | Germania Ovest              |          | Regno Unito             |          | Stati Uniti              |          |

## Medagliere
| Posizione | Paese          | Oro | Argento | Bronzo | Totale |
| --------- | -------------- | --- | ------- | ------ | ------ |
| 1         | Stati Uniti    | 4   | 3       | 4      | 11     |
| 2         | Regno Unito    | 3   | 1       | 0      | 4      |
| 3         | Germania Ovest | 2   | 0       | 1      | 3      |
| 4         | Francia        | 0   | 1       | 4      | 5      |
| 5         | Cecoslovacchia | 0   | 1       | 0      | 1      |
| 5         | Germania Est   | 0   | 1       | 0      | 1      |
| 5         | Polonia        | 0   | 1       | 0      | 1      |
| 5         | Svizzera       | 0   | 1       | 0      | 1      |
| Totale    | Totale         | 9   | 9       | 9      | 27     |